# Steve Douce
Steve Douce (* 15. November 1963 in Caterham (Surrey)) ist ein ehemaliger britischer Radrennfahrer und nationaler Meister im Radsport.

## Sportliche Laufbahn
Douce war Spezialist für Querfeldeinrennen (heutige Bezeichnung Cyclocross), bestritt aber auch Rennen im Straßenradsport. Als Amateur gewann er 1983 die nationale Meisterschaft im Querfeldeinrennen vor Chris Wreghitt. Als Profi holte er 1985 und 1986 den Titel vor Chris Young, 1987 und 1988 vor Tim Gould. 1991 und 1995 wurde er Vize-Meister. Bei den Cyclocross-Weltmeisterschaften der Amateure wurde er 1982 37., 1985 21.
1985 wurde er Berufsfahrer und blieb bis 1995 immer in britischen Radsportteams als Radprofi aktiv. Bei den Profis wurde er 1986 13. bei den Cyclocross-Weltmeisterschaften, 1987 13., 1988 17., 1990 13., 1991 15., 1992 25., 1993 17., 1995 36.
Douce gewann eine Reihe von Querfeldeinrennen und Eintagesrennen sowie Etappen kürzerer Rundfahrten. Alle seine Siege holte er auf der britischen Insel, fuhr aber auch viele Rennen in Kontinentaleuropa. Douce fuhr in den 1990er Jahren auch Mountainbikerennen und musste durch einen Unfall bei einem solchen Rennen seine Laufbahn mit 31 Jahren beenden.